# Delray Beach, Florida
Delray Beach este un oraș în comitatul Palm Beach County, statul Florida, SUA. Orașul avea în anul 2006 o populație de 64.095 loc. el are o suparafață de 41,2 km², din care 39,8 km² este uscat și 1,4 km² apă. Delray Beach este situat pe coasta Atlanticului între orașele Boynton Beach și Boca Raton.